# Grand Prix moto du Japon 1992
Le Grand Prix moto du Japon 1992 est la première manche du championnat du monde de vitesse moto 1992. L'épreuve s'est déroulée du 27 au 29 mars 1992 sur le circuit de Suzuka.
C'est la douzième édition du Grand Prix moto du Japon.

## Classement catégorie500cm3
| Pos  | Pilote             | Constructeur  | Temps/Écart      | Points |
| ---- | ------------------ | ------------- | ---------------- | ------ |
| 1    | Mick Doohan        | Honda         | +56 min 21 s 831 | 20     |
| 2    | Doug Chandler      | Suzuki        | + 28 s 298       | 15     |
| 3    | Kevin Schwantz     | Suzuki        | + 55 s 792       | 12     |
| 4    | Shinichi Itoh      | Honda         | +1 min 47 s 802  | 10     |
| 5    | Randy Mamola       | Yamaha        | +2 min 00 s 984  | 8      |
| 6    | Keiji Ohishi       | Suzuki        | +2 min 13 s 708  | 6      |
| 7    | Niall Mackenzie    | Yamaha        | +2 min 15 s 005  | 4      |
| 8    | Toshihiko Honma    | Yamaha        | +2 min 15 s 491  | 3      |
| 9    | Norihiko Fujiwara  | Yamaha        | +2 min 16 s 591  | 2      |
| 10   | Satoshi Tsujimoto  | Honda         | +2 min 27 s 265  | 1      |
| 11   | Alex Barros        | Cagiva        | +1 tour          |        |
| 12   | Juan Garriga       | Yamaha        | +1 tour          |        |
| 13   | Keiichiro Iwahashi | Honda         | +1 tour          |        |
| 14   | Eddie Lawson       | Cagiva        | +1 tour          |        |
| 15   | Michael Rudroff    | Harris Yamaha | +1 tour          |        |
| 16   | Corrado Catalano   | ROC Yamaha    | +1 tour          |        |
| Abd. | Wayne Gardner      | Honda         | Abandon          |        |
| Abd. | John Kocinski      | Yamaha        | Abandon          |        |
| Abd. | Miguel Duhamel     | Yamaha        | Abandon          |        |
| Abd. | Wayne Rainey       | Yamaha        | Abandon          |        |
| Abd. | Peter Goddard      | ROC Yamaha    | Abandon          |        |
| Abd. | Alex Criville      | Honda         | Abandon          |        |
| Abd. | Daryl Beattie      | Honda         | Abandon          |        |

## Classement catégorie250cm3
| Pos  | Pilote                   | Constructeur | Temps/Écart     | Points |
| ---- | ------------------------ | ------------ | --------------- | ------ |
| 1    | Luca Cadalora            | Honda        | 52 min 50 s 357 | 25     |
| 2    | Tadayuki Okada           | Honda        | + 9 s 969       | 20     |
| 3    | Nobuatsu Aoki            | Honda        | + 23 s 643      | 16     |
| 4    | Helmut Bradl             | Honda        | + 51 s 269      | 13     |
| 5    | Pierfrancesco Chili      | Aprilia      | +1 min 16 s 336 | 11     |
| 6    | Alberto Puig             | Aprilia      | +1 min 24 s 245 | 10     |
| 7    | Wilco Zeelenberg         | Suzuki       | +1 min 31 s 577 | 9      |
| 8    | Kyoji Nanba              | Yamaha       | +1 min 46 s 952 | 8      |
| 9    | Loris Capirossi          | Honda        | +1 min 54 s 153 | 7      |
| 10   | Jean-Pierre Jeandat      | Honda        | +1 min 54 s 554 | 6      |
| 11   | Herri Torrontegui        | Suzuki       | +1 min 55 s 811 | 5      |
| 12   | Jochen Schmid            | Yamaha       | +1 min 58 s 280 | 4      |
| 13   | Sadanori Hikita          | Honda        | +2 min 39 s 449 | 3      |
| 14   | Eskil Suter              | Aprilia      | +2 min 38 s 682 | 2      |
| 15   | Stefano Caracchi         | Yamaha       | +2 min 39 s 145 | 1      |
| 16   | Adrian Bosshard          | Honda        | +2 min 41 s 718 |        |
| 17   | Stefan Prein             | Honda        | +2 min 42 s 483 |        |
| 18   | Yves Briguet             | Honda        | +2 min 47 s 054 |        |
| 19   | Bernard Cazade           | Honda        | + 1 tour        |        |
| 20   | Jurgen van den Goorbergh | Aprilia      | + 1 tour        |        |
| 21   | Renzo Colleoni           | Yamaha       | + 1 tour        |        |
| 22   | Bernard Haenggeli        | Aprilia      | + 1 tour        |        |
| 23   | Bernd Kassner            | Aprilia      | + 1 tour        |        |
| 24   | Osamu Miyazaki           | Yamaha       | + 1 tour        |        |
| Np.  | Erkka Korpiaho           | Aprilia      | Non partant     |        |
| Abd. | ...                      | ...          | Abandon         |        |

## Classement catégorie125cm3
| Pos  | Pilote              | Constructeur | Temps/Écart     | Points |
| ---- | ------------------- | ------------ | --------------- | ------ |
| 1    | Ralf Waldmann       | Honda        | 48 min 49 s 661 | 25     |
| 2    | Bruno Casanova      | Aprilia      | + 1 s 459       | 20     |
| 3    | Noboiuki Wakai      | Honda        | + 7 s 370       | 16     |
| 4    | Ezio Gianiola       | Honda        | + 20 s 694      | 13     |
| 5    | Akira Saito         | Honda        | + 26 s 701      | 11     |
| 6    | Alessandro Gramigni | Aprilia      | + 26 s 827      | 10     |
| 7    | Yutaka Fujihara     | Honda        | + 26 s 908      | 9      |
| 8    | Kinya Wada          | Honda        | + 27 s 256      | 8      |
| 9    | Dirk Raudies        | Honda        | + 37 s 280      | 7      |
| 10   | Oliver Petrucciani  | Honda        | +1 min 11 s 358 | 6      |
| 11   | Robin Appleyard     | Honda        | +1 min 16 s 796 | 5      |
| 12   | Alfred Waibel       | Honda        | +1 min 16 s 873 | 4      |
| 13   | Oliver Koch         | Honda        | +1 min 34 s 981 | 3      |
| 14   | Peter Galvin        | Honda        | +1 min 36 s 735 | 2      |
| 15   | Heinz Lüthi         | Honda        | +1 min 51 s 988 | 1      |
| 16   | Alain Bronec        | Honda        | +1 min 56 s 965 |        |
| 17   | Manuel Hernández    | Aprilia      | +2 min 02 s 608 |        |
| 18   | Emilio Cuppini      | Aprilia      | + 1 tour        |        |
| 19   | Steve Patrickson    | Honda        | + 1 tour        |        |
| 20   | Tomoko Igata        | Honda        | + 1 tour        |        |
| 21   | Hubert Abold        | Honda        | + 1 tour        |        |
| 22   | Takao Shimizu       | Honda        | + 4 tours       |        |
| Np.  | Gimmi Bosio         | Yamaha       | Non partant     |        |
| Abd. | ...                 | ...          | Abandon         |        |